# 계몽시대 (영화)
계몽시대(Erleuchtung garantiert)는 독일의 영화이다.